# Stimmhafter lateraler retroflexer Approximant
Der stimmhafte laterale retroflexe Approximant (ein stimmhafter, lateraler, mit zurückgebogener Zunge gebildeter Approximant) hat in verschiedenen Sprachen folgende lautliche und orthographische Realisierungen:
- Tamil: ள்/ளி
  - Beispiel: புளி [puɭi] „Tamarinde“

- Schwedisch: rl
  - Beispiel: sorl [soːɭ]  „Gemurmel“